# Amor e Dedinhos de Pé
Amor e Dedinhos de Pé (em francês:  Macao, mépris et passion, em castelhano:  Amor y deditos del pie) é um filme luso-franco-espanhol do género drama romântico, realizado e escrito por Luís Filipe Rocha e Izaías Almada, com base no romance homónimo do escritor macaense Henrique de Senna Fernandes. Estreou-se em Macau a 20 de março de 1992, em França a 21 de outubro, em Portugal a 15 de janeiro de 1993 e em Espanha a 6 de agosto do mesmo ano.

## Elenco
- Joaquim de Almeida como Francisco Frontaria
- Ana Torrent como Victorina Vidal
- Jean-Pierre Cassel como Gonçalo Botelho
- João D'Ávila como Hipólito
- Omero Antonutti como Padilla
- Gemma Cuervo como Cesaltina
- Pilar Bardem como Amparo
- María Elena Flores como Carmencita
- Henrique Viana como Timoteo
- Manuela Cassola como Titi Bita
- José Manuel Mendes como padre Miguel
- Isidoro Fernández como Silvério
- Vítor Norte como Leopoldo
- Alberto Larumbe como Camilo
- Rui Luís Brás como Mezicles

## Produção
O filme foi rodado em Macau, durante a administração portuguesa no território.

## Reconhecimentos
| Ano  | Prémios                                   | Categorias   | Destinatários e nomeados | Resultado | Referências |
| ---- | ----------------------------------------- | ------------ | ------------------------ | --------- | ----------- |
| 1992 | Festival Internacional de Cinema do Cairo | Melhor filme | Amor e Dedinhos de Pé    | Indicado  | [ 6 ]       |